# 第98近卫空降师
第98近卫空降师（俄语：98-я гвардейская воздушно-десантная дивизия，缩写）是苏联及俄罗斯空降军的一个师。隶属于空降兵司令部，驻扎在俄罗斯伊万诺沃，因此也被称为伊万诺沃空降师。苏联时期曾驻扎在乌克兰，是乌克兰空军机动部队的前身 。曾多次参与俄罗斯对外冲突和维和行动。在2022年参与俄乌战争，在基辅突袭中遭受重大损失。

## 历史[1][2]

### 苏联时期
- 1943年12月20日：近卫第13空降师组建。
- 1944年1月，在近卫第13空降师的基础上，开始组建近卫步兵第98师。指挥员和普通人员从军校学员、太平洋舰队、阿穆尔舰队官兵和训练单位人员中选拔。
- 1944年5月3月：近卫第13空降师于1944年5月3日改编为近卫第98步兵师隶属于近卫步兵第37军。
- 1944年6月：被派往卡累利阿前线，参加了南卡累利阿的解放。
- 1944年7月：因跨越斯维尔河而被授予斯维尔红旗近卫步枪第98师称号。
- 1945年3月：作为乌克兰第三方面军第37空降军的一部分，与德国党卫军“阿道夫·希特勒”装甲师在匈牙利巴拉顿湖交战。
- 1945年4月26月，该师被授予红旗战斗勋章。
- 1945年5月：5月1月挺进奥地利领土。5月10日，在捷克斯洛伐克比尔森州格拉代茨克拉耶夫地区会见了美军。
- 1945年6月：参加胜利典礼。
- 1945年5月至1946年1月，驻扎于匈牙利基什泰莱格。
- 1946年初：调往莫斯科军区穆罗姆。
- 1946年6月14日，根据空降兵司令第0051号命令，近卫步兵第98师改编为近卫第98空降师，隶属于近卫第37空降军。
- 1946年7月：迁至莫洛托夫区波克罗夫卡村。
- 1951年6月：调往远东军区阿穆尔州别洛戈尔斯克。
- 1968年2月：授予该师“二级库图佐夫勋章”。

- 1969年：调往乌克兰苏维埃社会主义共和国隶属敖德萨军区，部署在博尔格勒和基希讷乌市。
- 1987年11月：被授予“伟大十月革命70周年”荣誉称号（全苏军仅有3支部队拥有此称号）。
- 1979-1989年：参加阿富汗作战行动。
- 1989年10月18日，在阿塞拜疆苏维埃社会主义共和国境内恢复宪法秩序的行动中一架载有第98近卫军军事人员的伊尔76飞机坠毁，造成48名军事人员和9名机组人员丧生。

### 俄罗斯联邦时期

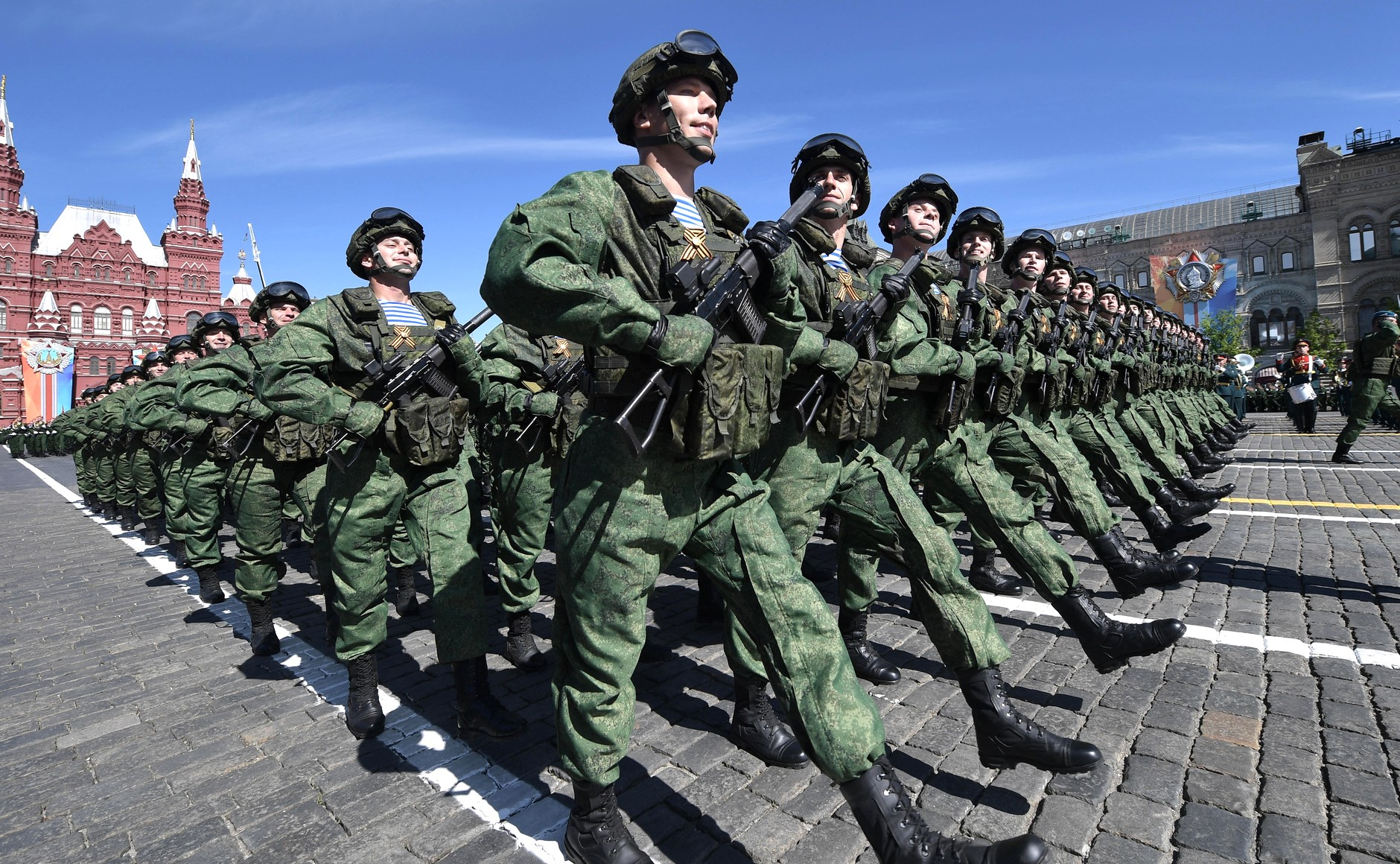
2018年5月9日，第98师第331近卫伞兵团参加莫斯科红场胜利阅兵

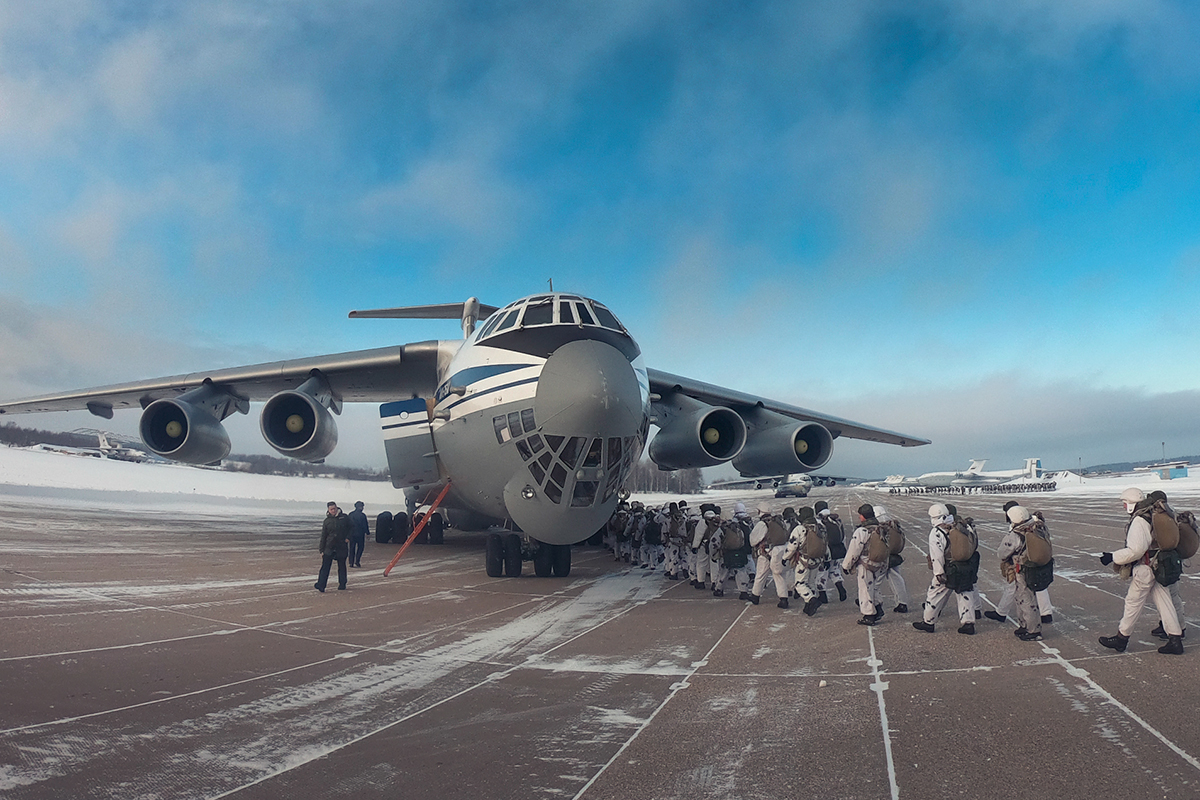
2019年1月16月，第98师的人员正在登机到一架伊尔76飞机上

- 1993年5月：随着苏联解体，该部队从乌克兰撤出并迁至俄罗斯伊万诺沃。此时，该部队约40%的成员仍留在乌克兰，并以此基础成立了乌克兰空中突击部队。
- 1994年12月至1995年2月：部署于第一次车臣冲突。
- 1995年5月：该师所属近卫伞兵第331团参加苏德战争胜利50周年检阅仪式。
- 1996年1月，在该师基础上组建俄罗斯联邦维和部队独立空降旅，在波斯尼亚和黑塞哥维那执行维和任务。
- 1998年7月：在格鲁吉亚-阿布哈兹冲突地区执行维和任务。
- 1999年5月至7月，以第331团2营为基础组建混成营，派往科索沃执行维和任务。
- 1999年9月至2000年3月：以第331团为基础的混成团战术小组参加了第二次车臣战争。
- 该师近卫第1065炮兵团榴弹炮营、近卫第331伞兵团第1伞兵营、近卫第217伞兵团第2伞兵营参加了格鲁吉亚战争。
- 2014年4月-2015年：第331团部分成员被部署参加顿巴斯战争。
- 2018年5月：第331团参加红场胜利日阅兵。
- 2022年1月5日，近卫空降师第98部队参加了集体安全条约组织在哈萨克斯坦的维和行动。
- 2022年2月，参与俄乌战争。该空降师下属331伞兵团参与攻击占领基辅失利，造成重大人员死伤。[3][4][5]
- 2023-2024年，参与巴赫穆特战役[6]。
- 2024年1月，驻扎在乌克兰克列梅纳亚-斯瓦托沃前线的克列缅斯基森林，并成功击退乌军。[7]
- 2024年4月，部署在顿涅茨克恰索夫亚尔，参与对此地的争夺战。

## 部队组成
- 师部总部（伊万诺沃）
- 第217近卫伞兵团
- 第299伞兵团
- 第331近卫伞兵团（331-й гвардейский парашютно-десантный полк）,因驻扎地在科斯特罗马，也称为科斯特罗马伞兵。
- 第1065炮兵团
- 第318独立防空导弹营
- 第661独立工兵营
- 第674独立通讯营
- 第15独立修理营
- 第243独立军事运输航空中队

## 指挥官
| 职称 | 任命年份  | 姓名                    | 军衔       |
| ---- | --------- | ----------------------- | ---------- |
| 师长 | 1944-1944 | 康斯坦丁·温杜舍夫       | 近卫军上校 |
| 师长 | 1944-1946 | 瓦西里·拉林             | 近卫军少将 |
| 师长 | 1946-1950 | 米哈伊尔·阿利莫夫       | 近卫军少将 |
| 师长 | 1950-1952 | 瓦列里·萨夫丘克         | 近卫军少将 |
| 师长 | 1952-1954 | 彼得·里亚博夫           | 近卫军少将 |
| 师长 | 1954-1956 | 伊万·热多夫             | 近卫军上校 |
| 师长 | 1956-1962 | 安德烈·埃夫丹           | 近卫军少将 |
| 师长 | 1962-1962 | 米哈伊尔·索罗金         | 近卫军少将 |
| 师长 | 1962-1966 | 德米特里·苏霍科         | 近卫军少将 |
| 师长 | 1966-1967 | 尼古拉·巴拉诺夫         | 近卫军少将 |
| 师长 | 1967-1973 | 根纳季·萨莫伊连科       | 近卫军少将 |
| 师长 | 1973-1977 | 阿列克谢·索科洛夫       | 近卫军少将 |
| 师长 | 1977-1982 | 维塔利·列别杰夫         | 近卫军少将 |
| 师长 | 1982-1985 | 奥斯瓦里达斯·皮考斯卡斯 | 近卫军少将 |
| 师长 | 1985-1989 | 亚历山大·钦达罗夫       | 近卫军少将 |
| 师长 | 1989-1993 | 瓦列里·沃斯特罗琴       | 近卫军少将 |
| 师长 | 1993-1996 | 亚历山大·贝斯帕洛夫     | 近卫军少将 |
| 师长 | 1996年-   | 亚历山大·连佐夫         | 近卫军少将 |

## 战斗英雄[8]

### 俄联邦时期
- 戈卢比亚特尼科夫·斯维亚托斯拉夫·尼古拉耶维奇，其在车臣战争中执行特殊任务时表现出的勇气和英雄主义而被授予俄罗斯联邦英雄称号。
- 叶夫库罗夫·尤努斯别克·巴马特吉里耶维奇，其在车臣战争中的优异表现被授予俄罗斯联邦英雄称号并颁发金星奖章。
- 米罗诺夫·德米特里·奥列戈维奇，由于在格鲁吉亚-阿布哈兹冲突地区执行维和任务期间表现出的勇气和英雄主义，卫兵德米特里·奥列戈维奇·米罗诺夫死后被追授俄罗斯联邦英雄称号。
- 维克托·叶梅利亚诺维奇·奥梅尔科夫，因在第一次车臣战争中表现出的勇气和英雄主义而被追授俄罗斯联邦英雄称号。
- 季加乔夫·阿列克谢·亚历山德罗维奇，其在车臣战争中的优异表现被授予俄罗斯联邦英雄称号并颁发金星奖章。
- 安德烈·斯坦尼斯拉沃维奇·铁莫申科，其在车臣战争中的优异表现被授予俄罗斯联邦英雄称号并颁发金星奖章。
- 谢特涅夫·罗曼·尼古拉耶维奇，由于在北高加索地区反恐行动中表现出的勇气和英雄气概，被授予俄罗斯联邦英雄称号。